# Aeródromo de Tomás Fernández Espada
El Aeródromo de Tomás Fernández Espada se encuentra en la provincia de Cádiz, España.

## Características
Está situado a 110m de altitud (36º 52' 18"N , 5º 38'55" O) en el término municipal gaditano de Villamartín. Su código OACI es LETF. La longitud de la pista es de 560m y orientación 06/24. Es un aeródromo privado destinado a la aviación general y vuelo sin motor.